# 麦迪逊镇区 (艾奥瓦州约翰逊县)
麥迪遜鎮區（英語：Madison Township）是位於美國愛荷華州約翰遜縣的一個行政鎮區。

## 地方資料
根據2010年美國人口普查的數據，麥迪遜鎮區的面積為61.72平方千米，當中陸地面積為60.24平方千米，而水域面積為1.48平方千米。當地共有人口3047人，而人口密度為每平方千米49.37人。